# セラーズ

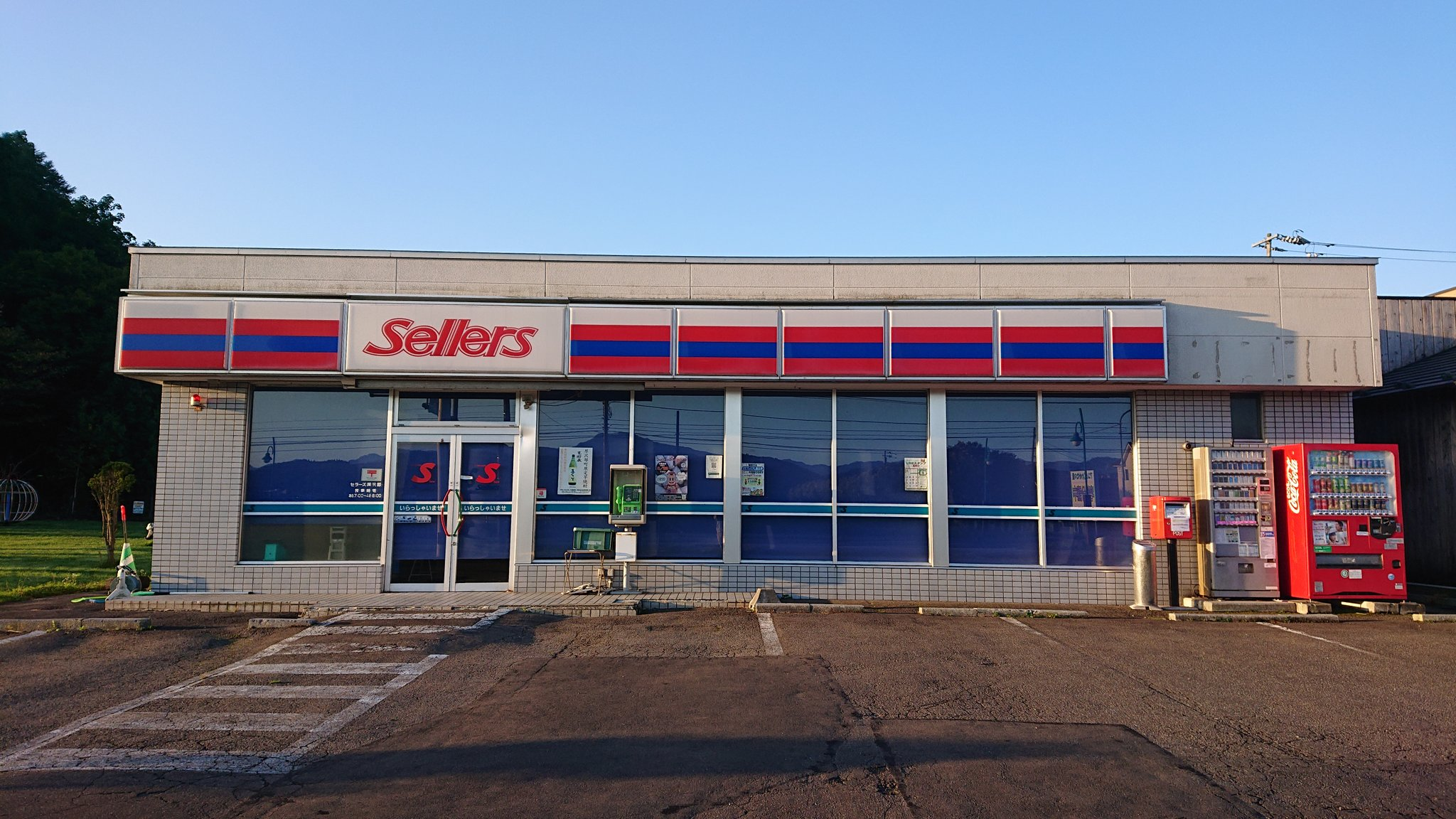
セラーズ 厚沢部店

セラーズ（Sellers）は、北海道酒類販売（通称：北酒販）の子会社である株式会社プライムハンズが北海道で展開するコンビニエンスストアチェーンである。

## 概要
同業のセイコーマートと異なり北海道内のみで展開する完全ローカルのコンビニチェーンである。
店舗数は2021年現在で約28店存在し、事実上の本店は北酒販の本社に併設されている大谷地店である。
他の大手チェーンと異なり、市街地中心部への出店例は非常に少なく、過疎地域の郊外に点在している。弁当などの食料品は山崎製パンが主な仕入先となっている。
大谷地店においてはカレーライスやそば・うどん・ラーメンを店内調理販売しており、缶ジュースのワゴン販売や、ゲームソフトやおもちゃの取り寄せ販売など他のチェーンでは見られないサービスも行っている。
他店舗では釣具店や豆腐屋、パチンコ店（閉店）などコンビニとは無関係な業種の施設を併設した店舗も存在している。
名の由来は酒関連のセラーから。